# Bộ Mễ (米)
Bộ Mễ, bộ thứ 119 có nghĩa là "gạo" là 1 trong 29 bộ có 6 nét trong số 214 bộ thủ Khang Hy.
Trong Từ điển Khang Hy có 318 chữ (trong số hơn 40.000) được tìm thấy chứa bộ này.

## Tự hình Bộ Mễ (米)

Giáp cốt văn
Kim văn
Đại triện
Tiểu triện

## Chữ thuộc Bộ Mễ (米)
| Số nét bổ sung | Chữ                                             |
| -------------- | ----------------------------------------------- |
| 0              | 米                                              |
| 2              | 籴 籵 籶                                        |
| 3              | 籷 籸 籹 籺 类 籼 籽 籾 籿 粀 粁 粂             |
| 4              | 粃 粄 粅 粆 粇 粈 粉 粊 粋 粌 粍 粎 粏 粐 粑    |
| 5              | 粒 粓 粔 粕 粖 粗 粘 粙 粚 粜 粝                |
| 6              | 粞 粟 粠 粡 粢 粣 粤 粥 粦 粧 粨 粩 粪 粫 粬 粭 |
| 7              | 粮 粯 粰 粱 粲 粳 粴 粵                         |
| 8              | 粶 粷 粸 粹 粺 粻 粼 粽 精 粿 糀 糁             |
| 9              | 糂 糃 糄 糅 糆 糇 糈 糉 糊 糋 糌 糍 糎          |
| 10             | 糏 糐 糑 糒 糓 糔 糕 糖 糗 糘                   |
| 11             | 糙 糚 糛 糜 糝 糞 糟 糠 糡 糢 糨                |
| 12             | 糣 糤 糥 糦 糧                                  |
| 13             | 糩 糪 糫 糬 糭                                  |
| 14             | 糮 糯 糰                                        |
| 15             | 糲                                              |
| 16             | 糱 糳 糴                                        |
| 17             | 糵                                              |
| 19             | 糶                                              |
| 21             | 糷                                              |